# إسماعيل خان
إسماعيل خان بن علي شاه ويردي خان الثاني بن الحسين خان الثاني بن احمد منوجهر خان بن الحسين خان الأول الأكبر العلوي. ثامن خوانين وولاة أقاليم بشتكوه وبروجرد وبلاد اللور من عائلة ولاة لرستان.

## توليه الحكم (الفترة الأولى)
| خان لورستان             | |
|                         | |
| إسماعيل خان والي پشتكوه | |
| السابق                  | علي مردان خان (الخان السابع لبلاد اللور من أسرة الولاة) [الفترة الأولى] نظر علي خان (الخان التاسع لبلاد اللور من أسرة الولاة) [الفترة الثانية] |
| ولاية العهد             | الامير أسد الله خان (أبن) الامير محمد حسن خان (حفيد)                                                                                           |
| فترة الحكم              | من 1739م إلى 1796م (خلع من الحكم خلال الفترة 1765م إلى 1779م)                                                                                  |
| اللاحق                  | نظر علي خان (الفترة الأولى) محمد حسن خان (الفترة الثانية)                                                                                      |
| اللقب                   | خان لرستان |
| حياته                   | |
| مكان الوفاة             | مدينة خرم آباد |
| الأب                    | علي شاه ويردي خان الثاني |
| الأبناء                 | أسد اللَّه خان كلبعلي خان محمد خان |
| خانات لورستان           | |

توفي الخان السابق علي مردان خان بن الحسين خان الثاني بعد ان دُس له السم في طعامه في ولاية سيواس العثمانية أثناء سفره إلى عاصمة الدولة العثمانية عام 1739م لغرض التفاوض لتنظيم الحدود.
لذلك أصدر شاه الدولة الافشارية نادر شاه افشار مرسوماً بتعيين ابن أخ علي مردان خان (الأمير إسماعيل خان بن الوالي علي شاه ويردي خان الثاني) حاكماً على بلاد اللور عام 1739م خلفاً لعمه.

## التمردات بداية حكمه
ساعدت أوضاع إيران السريعة والمتردية المتمثلة بسقوط الصفويين وقيام الافشار بدلاً عنهم على انتشار بعض حركات التمرد والعصيان.
حيث بعد أن تم تنصيب إسماعيل خان حاكماً على لرستان بفترة ظهر شخص أسمه شفي بن قمر (أو شفي بيري)، فكان يسيطر على شخصية شفي بيري حب العظمة والغرور، فقاد شفي رجاله معلناً تمرده على حكومة الخان اللوري والشاه الافشاري، فسيطر على بعض المناطق والقصبات بالقوة من أهمها مدينة (بشتكوه) غرب لورستان، وجعل نفسه حاكماً على أهلها لذلك أرسل الشاه نادر افشار طلباً لإسماعيل خان بالقضاء على شفي بيري وتمرده
وبعد فترة تمكن الخان بالفعل من القضاء على شفي وقتله.
لم تنتهي المشكلة بقتل شفي بن قمر، فبعد فترة قصيرة أعلن أبن أخ شفي (خورگه بن شاهنشاهي بن قمر) العصيان مجدداً مطالباً بدم عمه وبالحكم لنفسه وأصبح يتعدى على بعض رؤساء القبائل المناوئين له ولتمرده، فهربوا إلى خرم آباد واستجاروا بالوالي إسماعيل خان وشرحوا الظلم الذي وقع عليهم وعلى أفراد قبائلهم.
لذلك أرسل إسماعيل خان جيشاً تحت قيادة حفيده الشاب الأمير حسن خان بن الأمير أسد الله خان بن الوالي إسماعيل خان (الوالي حسن خان لاحقاً) للقضاء على ذلك العصيان، وأعطى بيد حفيده الأمير حسن بياناً تحذيرياً مذيل بختمه، لتحذير التوشمالات (حُكام المقاطعات) من مغبة التعاون مع المتمردين ويحثهم فيه على مساعدة حفيده الأمير حسن بكل الطرق الممكنة للقضاء على المتمرد.
بعدها عسكر حسن في منطقة هفت آباد، وأبلغ حكام المقاطعات بالبيان التحذيري الصادر من جده الخان وبالفعل انصاع التوشمالات للبيان.
بعد فترة التحم جيش الأمير بقوات المتمردين، ولم يتبق بعدها من المتمردين إلا القلة القليلة الذين هربوا إلى الجبال المجاورة، فأصيب خوركه بجروح أدت إلى إلقاء القبض عليه.
فتم سجنه ووضع عليه حارس اسمه (خميس ملكشاهي) حتى طلوع الصباح، لتنفيذ حُكم الإعدام بحقه.
الا ان الحارس (خميس) كان بعلاقة مع المتمردين فقام بتهريب خوركه، وحتى يُقال أنه أعطى لخوركه طعاماً وشراباً يكفيه وحذاءاً ليهرب بين الجبال الوعرة، وبالفعل تمكن المتمرد من الهرب.
في صباح اليوم التالي انكشف الأمر للأمير المنتصر فانهال على خميس بالصراخ والسب غضباً.
بعد فترة تمكن خوركه شهنشاهي من تكوين قوة أخرى من المتمردين ولم يستطع الأمير حسن الفيلي هذه المرة من القضاء عليه تماماً لشدة ذلك التمرد.
بعدها عرض خوركه صلحاً مشروطاً على الأمير؛
حيث اشترط أن تكون مناطق بشتكوه تحت سلطته، وأن يتم تعيينه رسمياً كأمير لأمراء منطقة بشتكوه (توشمال پاشي)، مقابل ذلك اشترط الأمير حسن خان أن يكون حكم خورگه تابعاً لحكم جده الخان إسماعيل خان كبقية المقاطعات اللورية، فوافق الطرفان على ذلك وبهذا إنتهى التمرد.

## مقتل نادر شاه وقيام الدولة الزندية
بعد أن قُتل نادر شاه (شاه الدولة الأفشارية)، ضعف حكم الافشار كثيراً لعدة أسباب وبالأخص بسبب تناحر خلفاء نادر شاه على خلافته بالحكم، لذلك ظهرت عدة قوى جديدة على الساحة، منها قبائل (الزند) بقيادة القائد الشهير (كريم خان زند)، وكذلك الأمير المعروف (أبو تراب إسماعيل الثالث).
كريم زند هو أحد القادة (التوشمالات) من قبيلة زند اللورية.
ينحدر الزند من إحدى قبائل اللور الفيلية التي استوطنت منطقة جنوب غرب إيران (لورستان). وسنة 1731 م قام نادر شاه بطردهم من مناطقهم إلى خراسان، لكن عاد الزند مجدداً إلى منطقة الجنوب يقودهم كريم زند قبيل وفاة الشاه نادر الافشاري، استولى كريم زند بعد وفاة الشاه الافشاري على مناطق جنوب إيران ثم تلقب بلقب الوكيل، بعد فتح مازندان (1759م) ثم أذربيجان (1762م) أصبح يملك مناطق واسعة في إيران والبصرة باستثناء منطقة خراسان وخلال تلك الفترة أراد الحاكم الجديد (كريم زند) أن يتحالف مع إسماعيل خان، وأن يكون حكم الخان تابع لحكومته كما كانت من قبل أيام الدولة الصفوية والافشارية إلا أن إسماعيل خان استنكف من ذلك ورفض لأنه كان يرى الزند بمن فيهم كريم زند من رعاياه اللور ولايحسب لهم أي حساب.
أما أبو تراب إسماعيل الثالث، فوالد أبو تراب هو (ميرزا مرتضى خليفة سُلطاني)، والذي كان مسؤولًا سابقاً في الدولة الصفوية.
أما والدة أبو تراب فهي الأميرة (مريم بيغوم) بنت الشاه الصفوي الأخير (شاه سلطان حسين الأول الصفوي)، لذلك، فإن أبو تراب قد استند في ادعائه عرش إيران على نسبه الصفوي من والدته، باعتبار أن خط النسب الذكوري الصفوي قد انقرض بسبب الحروب والمجازر المتتالية منذ دخول الهوتاك الأفغانيين إلى إيران ومن ثم قيام الدولة الأفشارية.
في بداية الأحداث وفي مايو 1750م، وبعد انحسار الدولة الافشارية بسبب وفاة نادر شاه، افتقدت العاصمة أصفهان للسلطة، لذلك شكل كل من الزعيمان (علي مردان خان البختياري-زعيم اللور البختيار) و (كريم خان زند-زعيم قبيلة زند اللورية) عدد من القوات واقتحموا فيها العاصمة أصفهان، وكانوا على وشك الاصطدام بوالي أصفهان آنذاك (أبو الفتح خان بختياري)، إلا أن أبو الفتح وافق على الاستسلام والتعاون معهم بعد مقترحات علي مردان المعقولة.
شكل أبو الفتح، مع علي مردان البختياري وكريم خان زند تحالفًا ثلاثياً في غرب إيران تحت غطاء استعادة السلالة الصفوية من جديد، وقاموا بتعيين الأمير أبو تراب البالغ من العمر 17 عاماً فقط كحاكم صوري (شكلي). في 29 يونيو من العام نفسه، تم إعلان أبو تراب شاهاً بشكل رسمي، وتم منحه أسمه الملكي الجديد (إسماعيل الثالث).
بعد ذلك، حصل علي مردان خان (زعيم البختيار) على لقب وكيل الدولة (نايُب السلطنة) كرئيس للحكومة، بينما أحتفظ (أبو الفتح) بمنصبه السابق كحاكم لأصفهان، وتم تعيين كريم خان الزندي قائداً (سردار) على الجيش، وكُلف بمهمة غزو بقية إيران. في النهاية كسر علي مردان البختياري هذا التحالف بعد أن قتل أبو الفتح وكذلك أستخلص ضريبة باهظة من السكان، لذلك إنتهى التحالف بمقتل أبو الفتح ووقوع الخلاف بين الزعيمين (كريم خان زند) و (علي مردان البختياري).
لذلك سارع علي مردان البختياري بالتحالف مع إسماعيل خان (خان لورستان وبروجرد)، والذي كان حتى ذلك الوقت يحكم لورستان بشكل مُحايد، بعيداً عن الصراع.
في يناير 1751م، عاد كريم خان زند إلى أصفهان واستعاد النظام في المدينة.
فيما بعد وقعت معركة قصيرة بين كريم زند وبين علي مردان بختيار في أطراف لورستان، في تلك الأثناء كان الشاه (أبو تراب إسماعيل الثالث) محتجزاً في معسكر كل من (علي مردان خان) وحليفه خان لورستان (إسماعيل خان).
أثناء القتال بين المعسكرين، إسماعيل شاه الثالث وبرفقة زكريا خان (الذي كان بمثابة وزيره) ومع العديد من الضباط البارزين، هربوا من معسكر علي مردان وحليفه خان لورستان وانضموا إلى معسكر (كريم خان زند)، والذي بدوره خرج من الحرب في النهاية منتصراً، مما اضطر علي مردان بختيار وبقايا رجاله مع خان لورستان (إسماعيل خان) للتراجع والانسحاب إلى خوزستان (الأحواز).
أما فيما يخص إسماعيل شاه الثالث فقد قام كريم زند بعد أن سيطر على أغلب بلاد فارس باحتجازه في مكان آمن في مقاطعة آباده (تقع على مقربة من أصفهان)، حيث عاش إسماعيل الثالث هناك حياة طبيعية حتى وفاته عام 1773م

## التحالف مع قبائل البختيار ضد الشاه الزندي
كانت قبائل البختيار تسكن أقصى شرق لورستان، وأصبح حكمهم وخصوصاً بعد سقوط الصفويين أشبه بالمستقل، وكانت سلطتهم ذات طبع قبلي ومقسمة بين عدة شيوخ من عشائرهم، تحالف البختيار بقيادة (علي مردان خان بختيار) أيام الدولة الزندية مع خان لورستان بمعاهدة ضد حكومة الشاه الزندي للحفاظ على مصالحهم وخصوصاً أن محمد علي خان دخل في صراع على السلطة في إيران.
ولما اشتد القتال بين القبائل البختيارية (علي مردان البختياري) و (كريم زند)، التزم الوالي اللوري إسماعيل خان العلوي جانب البختياريين لوجود المعاهدة بين حكومته وبينهم وللعداوة التي بينه وبين الحاكم الزندي، وأخذ يساعد رئيس قبائلهم (علي مردان البختياري) بالأموال والعساكر والسلاح
حتى أن الوالي إسماعيل خان قاد جيشه بنفسه في معركة قرب نهاوند والتي إنتهت بانكسار الزند أمام حليف كلاً من الخان اللوري وقبائل البختيار (آزاد خان افغان) قرب كرمنشاه.

بعد عدة أحداث أصبح إسماعيل خان ينحاز إلى القائد آزاد خان افغان، وأصبح يشاركهُ في معاركه وطلعاته الحربية، إلى أن هُزم القائد آزاد خان افغان هزيمة شنيعة في (وديان خشت) عام 1751م، فعاد الخان إسماعيل بعد تلك الحادثة إلى دار حكمه (خرم أباد).

## التبعية الصورية لحكومة شيراز
بعد كل تلك الأحداث، ومن ثم خسارة حلف اللور والبختيار والقائد آزاد، أعلن الوالي إسماعيل خان تبعيته لحكم الشاه كريم زند احتياطاً، لكن ظل الخان في قرارة نفسه يتحين الفرص للوقيعة بحكومة الزند، هذا ما لم يخف عن شاه الزند (كريم زند)، فظل يعتبر خان اللور من منافسيه الخطرين.

## احتلال الدولة الزندية لبلاد اللور وخلع الوالي إسماعيل
قبل العام 1765م بدأ كريم زند يحضر حملة عسكرية لغزو لورستان وازاحة وخلع إسماعيل خان عن الحكم.
في شتاء عام 1765م خرج كريم زند على رأس جيشه من عاصمته شيراز متجهاً شمالاً لاحتلال العاصمة اللورية خرم آباد.
تمكن الشاه من دخول مدينة خرم أباد دون مقاومة، حيث تنازل إسماعيل خان عن تخت الحكم وخرج غرباً لاجئاً عند شيوخ إمارة بني لام العربية في مدينة مندلي الحدودية، لتنتهي بذلك فترة حكمه (الأولى).

## شقيق إسماعيل حاكماً ومحاولات إسماعيل إسترجاع حكم لورستان
بعد أن خلع إسماعيل خان عن الحكم، نظم كريم زند أمور اللور، وقام بمصادرة جميع أموال وأملاك الخان السابق.
ونصب الزنديين الأمير نظر علي خان بن الحسين خان الثاني حاكماً على لرستان بدلاً من شقيقه إسماعيل خان بعد مطالبات سكان خرم آباد تنصيب حاكم محلي فيلي معروف.

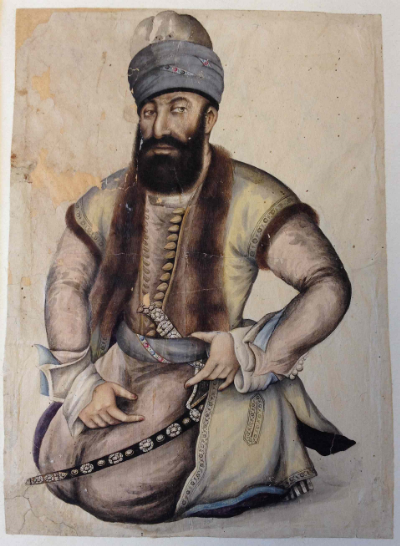
كريم زند ، مؤسس الدولة الزندية

خلال تلك الفترة زار كربلاء أحد الأشخاص الذي قيل أنه من الصفويين، وقد كان أسمه حسين الثاني الصفوي (كان أسمه حسين ميرزا قبل توليه الحكم) ولخبر وروده إلى كربلاء والإقامة بها، ثم المناداة بأسمه ملكاً على إيران قصة، تفرد بذكرها (أبو الحسن بن إبراهيم القزويني) في كتابه المخطوط (فوائد الصفوية) والذي تم وضعه فيما بعد في خزانة كتب (أغا ملك التجار) في طهران، فقد جاء فيه، في ذيل ذكر الشاه طهماسب الثاني: أن شخصاً يدعى حسن السبزواري كان مدة ساكناً في خراسان، وفي سنة 1190هـ شد رحاله إلى العتبات المقدسة، وقد أدعى هذا في أي مكان كان يحل فيه أنه أبن الشاه طهماسب ومن المصادفات الغريبة أنه لما وصل كربلاء كانت شقيقة السلطان طهماسب الثاني قد توفيت عن قريب، بدون وارث يرث تركتها الطائلة، فأدعى هذا أنه الوارث الحقيقي. وبقوة علماء العتبات والحكومة العثمانية، آلت جميع تركة السلطانة المتوفية إلى حسن سبزواري وكلما طالب الصفويون من أصفهان بعد ذلك الوالي سليمان باشا (والي بغداد) بإنصافهم لم يعرهم التفاتاً.
أما سلطان حسين الثاني أبن الشاه طهماسب الثاني فقد ولد في الأيام الاخيرة من سجن والده في سبزوار.
وعندما قُتل والده كان عمره يناهز ستة أشهر فقط، أما الأعداء فقد أبوا أن يسلموا بأن للشاه طهماسب الثاني ولد غير عباس الثالث والذي تم إعدامه (إعدام عباس الثالث) في سبزوار مع والده طهماسب الثاني على يد أبن نادر شاه (رزق الميرزا).
منوجهر بك الكرجي أخذ هذا الطفل (سلطان حسين الثاني) بعد وفاة والده إلى آذربايجان، وفي عهد نادر شاه، حُمِل إلى داغستان. وبعد مقتل نادر شاه، توجه حسين الثاني الصفوي (بعد أن أصبح في عمر الشباب) إلى زيارة العتبات المقدسة في العراق (كربلاء والنجف)، ووصل إلى بغداد وأتفق أنه في ذلك الوقت أن (مصطفى قلي خان بيكدلي شاهلو) كان قد ذهب في سفارة مُرسلة من نادر شاه إلى العاصمة العثمانية (إسطنبول)، وعند عودته من إسطنبول وصل إلى سمعه في بغداد خبر مجيئ حسين الثاني الصفوي، فخف إلى لقائه بكل تعظيم واجلال، وليثبت حسين الثاني للخان صحة نسبه أراه ورقة عقد زواج والدته من الشاه طهماسب الممهورة بمهر مصطفى قلي خان، مع خنجر مرصع بالأحجار الكريمة، فتحقق للخان الذي كان من كبار أمراء إيران آنذاك، صحة ذلك، فعرض مصطفى قلي خان على حسين الثاني الصفوي خدماته لإسترجاع العرش لصالحه، ولكن الأمير الصفوي لم يعره أذناً صاغية، وتوجه إلى كربلاء  
وقد كان من ضمن المجاورين للمراقد الشيعية المقدسة في كربلاء آنذاك زوجة نادر شاه (راضية بيجوم) والتي تكون ابنة الشاه سلطان حسين الأول الصفوي وبالتالي شقيقة الشاه طهماسب الثاني.
بلغ (راضية بيجوم) خبر ورود حسين ميرزا إلى كربلاء فطلبوه في الحرم، ومن وراء الستار الذي يفصل بينهم طلبوا منه إبراز يده للسلطانة راضية والحاشية، فشاهدوا بين كل أصبع وأصبع من يده غشاء لحمي مثل الطيور المائية، وعندما شاهدوا ذلك وقعت السلطانة مغشياً عليها، ثم أخذوا حسين الثاني إلى داخل الحرم، وألصقوا رأسه إلى صدورهم، وأخذوا بالبكاء والنوح على ذكرى أبيهم وأخيهم (حسين الأول وطهماسب الثاني)، فقد كانت هذه الصفة من صفات أمراء السلالة الصفوية الجسمانية.
توافقت كل هذه الأحداث مع فرار (علي مراد خان البختياري)، وإسماعيل خان (والي لورستان) إلى بغداد بعد انكسار جيشهم أمام (كريم خان زند) وتنصيب (نظر علي خان) على حكم اللور بدلاً عن إسماعيل خان.
اجتمع علي مراد البختياري والوالي السابق إسماعيل خان ومصطفى قلي خان في اجتماع مغلق في بغداد، وقرر هؤلاء الثلاثة بعد انتهاء الاجتماع المناداة بحسين ميرزا (الحسين الثاني) أبن الشاه طهماسب الثاني ملكاً على عرش إيران، فطلبوه من كربلاء وجمعوا تحت لوائه جماعة من اللور والأتراك من العراق، وعزموا على تسخير إيران بأسمه، وقد ضربوا السكة المعدنية (العملة) بإسمه في المُدن، وخطبوا له على المنبر في مدينة (قلمرو عليشكر)، ثم التقوا فيما بعد مع جيش (كريم خان زند) ودارت بينهم رحى معركة ضارية أنتصر فيها كريم خان زند مجدداً وخسر التحالف الذي كان إسماعيل خان ضمنه  
الشاه إسماعيل الثالث الصفوي (أبو تراب) الذي تم تجليسه على العرش الفارسي قبل مدة وضُربت بأسمه السكة المعدنية، أخذه كريم خان زند الذي كان يحكم إيران بإسمه بأعتباره (وكيل الرعايا) بعد أن سمع بخبر مناداة حسين الثاني ملكاً ولأظهار الحجة، جاء بالشاه إسماعيل الثالث مع الجيش ليقابل الشاه حسين الثاني. وقد إنتهت المعركة بهزيمة جيش حسين الثاني الصفوي.
هرب حسين الثاني مع علي مردان خان البختياري وتوارى عند البختيارية وقد أظهر البختيارية له كثيراً من الإحترام والتقدير، ولكن يبدو أن علي مردان خاف من منافسة حسين الثاني له على رئاسة عشيرته فقام بسمل عينيه، وكانت مدة حكم الشاه حسين الثاني الصفوي سبعة أشهر فقط، وبعد أن تم سمل عينيه، وبعد فقده للحكم، عاش حياة طبيعية في إيران، مُتسمة بالهدوء.
أما إسماعيل خان، فقد عاد إلى العراق مرة أخرى بعد أن فقد سلطته وتبددت كل قواته

## توليه الحكم (الفترة الثانية)
بعد مرور عدة سنوات، وتحديداً عام 1779م
مرض الشاه الزندي وتوفي على إثر ذلك في عاصمة ملكه (شيراز).
بعد وفاته دخلت البلاد في حالة فوضى وحروب داخلية، ولذلك أصبحت لرستان وبعض الحكومات المحلية الأخرى مستقلة بحكم الأمر الواقع، نتيجة لذلك استغل الخان السابق إسماعيل خان تلك الأوضاع المتردية، فأعاد تشكيل حكومته واتجه شرقاً قاصداً عاصمة لورستان خرم أباد فدخلها وأزاح شقيقه نظر علي خان (عامل الزند) عن تخت السلطة وبذلك أعلن إسماعيل خان نفسه حاكماً على بلاد اللور من جديد وبشكل مستقل.

## سقوط الزند وقيام القاجار
لم يلبث الزند فترة بعد وفاة الشاه كريم زند حتى دخلت دولتهم بفترة من الحروب والمعارك طويلة الأمد، والتي لم تنتهي إلا بمقتل آخر حكامهم قرب مدينة كرمان عام 1794م.
في تلك الأثناء، بزغ نجم قبائل القاجار تحت قيادة (آغا محمد شاه قاجار) ولم تدم فترة حتى وصل القاجار إلى سدة الحكم الشاهنشاهية، فبذلك أصبحت لورستان تابعة لهم ولذلك أرسل الخان إسماعيل وفداً مع بعض الهدايا للحاكم القاجاري معلناً تبعيته لحكومتهم، فأعترف الشاه مبدئياً بحكم إسماعيل خان.
إلا أن إسماعيل خان أستمر بالحكم بشكل مستقل كما كان من قبل، وأصبح لايبالي بإيعازات آغا محمد قاجار.
لذلك وبعد أن ثبت القاجار أركان حكمهم، قاموا بتجهيز حملة عسكرية ودخلت العساكر القاجارية إلى مدينة بروجرد وكل مدن شرق لورستان، وعينوا القائد العسكري القاجاري (علي خان) حاكماً على تلك الأراضي، فتقلصت سلطة الخان لتشمل أراضي غرب لورستان فقط، والمعروفة محلياً باسم (لرستان فيلي)، وأصبح إسماعيل خان يحكم تلك الأجزاء بشكل شبه مستقل حتى وفاته.

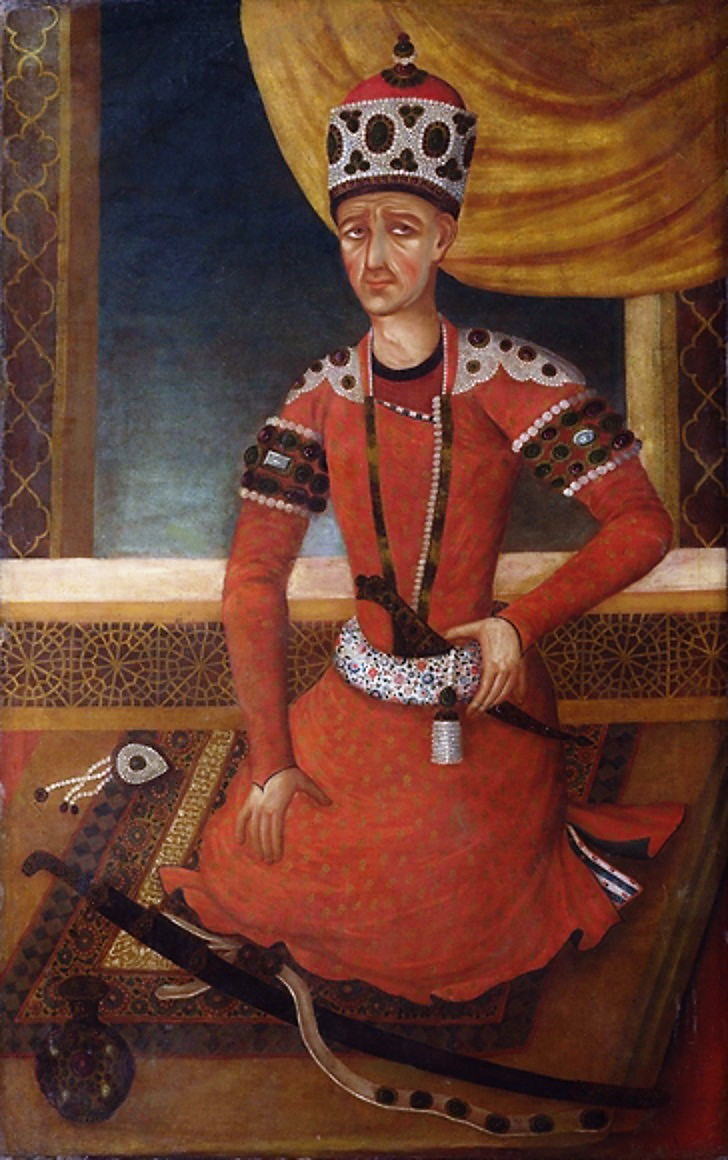
آغا محمد خان قاجار، مؤسس الدولة القاجارية

## وفاته
بعد حكم دام ما يقارب أكثر من 50 سنة، بدأ إسماعيل خان يدخل مرحلة الشيخوخة، لدرجة أنه فقد بصره أواخر أيام حكمه، لذلك أصبح إسماعيل خان يستعين بأبنه الأمير أسد الله خان (والد الخان محمد حسن خان) في ممارسة الحكم إلى جانب أولاده الآخرين (الأمير كلبعلي خان والأمير محمد خان).
توفي إسماعيل خان في لرستان عام 1796م تقريباً، وتم دفنه في مدينة النجف العراقية.
نُصب بنفس العام حفيده الأمير محمد حسن خان حاكماً على لرستان خلفاً لإسماعيل خان، بمرسوم شاهنشاهي صدر من الشاه آغا محمد خان القاجاري.